# Штром, Николай Васильевич
Николай Васильевич Штром (1828—1882) — русский скульптор, сторонник академизма, второстепенная фигура среди петербургских ваятелей пореформенной эпохи, педагог; младший брат архитектора Ивана Штрома, эпизодический знакомый Николая Ге. Академик Императорской Академии художеств (с 1864), руководитель скульптурного класса Московского училища живописи, ваяния и зодчества (в 1866–1868).

## Биография
Происходил из купечества. Младший брат архитектора И. В. Штрома. Художественное образование получил в Императорской Академии художеств. Получил медали: малую серебряную медаль (1852), большую серебряную медаль (1853) за лепку с натуры, малую золотую медаль (1854) за фигуру «Геркулес, сжигающийся на костре» и большую золотую медаль (1855) за барельеф «Братья продают Иосифа». Был отправлен был за границу пенсионером Академии на 6 лет (1856—1863). Побывал в Лондоне, Риме и Флоренции. Им был представлен при рапортах в Академию целый ряд рисунков и фотографических снимков с его заграничных работ (эскизы, изображающие: сатира, который обучает молоденькую нимфу танцам, вакханку, обучающую сатирёнка музыке, Амура, св. Георгия Победоносца и др.). Увлекался реализмом последователей Дюпре. Первыми крупными работами его по возвращении из-за границы были два мраморных произведения: статуя «Нимфы Сильвии» и группа «Сатир, обучающий нимфу танцам». Штром ходатайствовал о разрешении ему представить эти скульптуры на Высочайшее воззрение (1864), и обе названные работы, по желанию императора были представлены Зимнем дворце. В ноябре того же года Штром получил звание академика скульптуры с правом на чин IX класса. Был утверждён в чине титулярного советника (1866). Получил место преподавателя скульптуры в Московском училище живописи и ваяния, сменив отошедшего от дел Николая Рамазанова. Вскоре, однако, по приезде в Москву Штром серьёзно заболел; физическая болезнь перешла в душевную и заставила его в начале 1868 года вернуться в Петербург. Оправившись после болезни, он опять принялся за работу и вылепил большую глиняную модель Дианы и приготовил модель в 1/4 настоящей величины статуй, изображающей Петра Великого в дни Великого посольства, когда он изучал корабельное мастерство («Петр Михайлов в Саардаме в 1698 года»). Исполнение этой работы в натуральную величину представлено было Штромом на соискание профессорского звания. После долгих хлопот ему удалось получить в Академии мастерскую для скульптурных занятий; исполнение проекта заняло, однако, около года, и только в сентябре 1869 года работа была закончена. По громоздкости своей глиняная статуя не могла быть перенесена в выставочную залу, публичное же обозрение её в мастерской не было разрешено, ввиду многих неудобств, и Штром таким образом, согласно уставу, лишился возможности тогда же получить звание профессора. Он намеревался уже отлить свою статую из металла для всероссийской выставки, но для разбора модели нужно было дать глине просохнуть, между тем 20 февраля 1870 года, по требованию Академии, Штром вынужден был очистить занимаемую им мастерскую.
В 1871 году директор Государственного банка Рорбек предложил Штрому сочинить проект фонтана на тему «Аллегорическая статуя Государственного банка» для сооружения в банковском саду. В осуществлении этого проекта Штром вновь встретил непреодолимое препятствие. Не имея возможности на собственные средства устроить мастерскую, он ещё раз обратился в Академию художеств с просьбой отвести ему помещение для работ, но свободной мастерской в Академии не оказалось. В 1872 году Штром поступил на службу в Государственный банк помощником бухгалтера; был произведен в коллежские асессоры и прослужил здесь 10 лет, все время борясь с тяжелым недугом (общее расстройство нервной системы), который в 1882 года заставил его выйти в отставку.
Известные произведения: «Братья продают Иосифа» (1855), «Сатир, обучающий нимфу танцам» (ок. 1863), «Нимфа учит Фавна играть на свирели» (ок. 1864), «Пётр Михайлов в Саардаме в 1698 году» (1869), «Аллегорическая статуя Государственного банка. (Богиня мира и обмена)» (1871).